# کونیگیس
کونیگیس (به فرانسوی: Connigis) یک کمون (فرانسه) در فرانسه است که در ان (ا-دو-فرانس) واقع شده‌است. کونیگیس ۵٫۴۶ کیلومتر مربع مساحت دارد ۷۲ متر بالاتر از سطح دریا واقع شده‌است.